# Pančelo
Pančelo en serbe latin et Pançellë en albanais (en serbe cyrillique : Панчело) est une localité du Kosovo située dans la commune/municipalité de Kamenicë/Kosovska Kamenica, district de Gjilan/Gnjilane (Kosovo) ou district de Kosovo-Pomoravlje (Serbie). Selon le recensement kosovar de 2011, elle compte 187 habitants, tous serbes.
Le village est également connu sous le nom albanais de Panqellë. Selon le découpage administratif du Kosovo, il est rattaché à la commune/municipalité de Ranilug/Ranillug.

## Démographie

### Évolution historique de la population dans la localité
| 1948 | 1953 | 1961 | 1971 | 1981 | 1991 | 2011 |
| ---- | ---- | ---- | ---- | ---- | ---- | ---- |
| 237  | 249  | 302  | 375  | 410  | 380  | 187  |

|  |